# Haydée Frizzi de Longoni
Haydée Frizzi de Longoni fue una historiadora argentina que nació el 8 de diciembre de 1911 y falleció en Buenos Aires el 3 de enero de 2011, que tuvo una prolongada actividad docente y política.

## Actividad docente y académica
Se graduó de doctora en Historia en la Facultad de Filosofía y Letras de la Universidad de Buenos Aires, y ejerció la docencia en establecimientos de educación secundaria.
Fue profesora titular de Historia en la  Facultad de Ciencias Económicas de las universidades de  Buenos Aires y del Litoral.
Formó parte del Consejo Nacional Universitario, fue decana de la  Facultad de Humanidades de la Universidad Nacional de La Plata y de la Facultad de Ciencias de la Educación de la Universidad Católica de la misma ciudad.
Fue presidenta del Fondo Nacional de las Artes en 1975 y 1976, fue miembro de número del Instituto Nacional de Investigaciones Históricas Juan Manuel de Rosas, miembro correspondiente de la Academia de Artes y Letras de La Habana, Cuba, y presidió el Instituto Dorreguiano.

## Labor como historiadora
En 1942, publicó, con prólogo de Enrique Udaondo la obra El motín de Tagle y la asonada del 19 de marzo de 1823 por la que obtuvo el primer premio “Humanidades” y medalla de oro de la Institución Mitre, así como el primer premio Chorroarín. A ello siguió en 1947 la publicación de Rivadavia y la reforma eclesiástica, su tesis doctoral sobre la reforma eclesiástica que había obtenido dos años antes el primer premio de la Sociedad de Historia Argentina. También escribió Rivadavia y la economía argentina, prologada por Juan Pablo Oliver, y Las sociedades literarias y el periodismo, con prólogo de Carlos Ibarguren, que había sido galardonado con el primer premio en el concurso de historia de 1946.
Frizzi de Longoni, a quien Arturo Jauretche consideró “la primera mujer historiadora revisionista de la República Argentina”, continuó sus tareas de investigación hasta muy avanzada edad y al fallecer dejó sin publicar dos libros que había escrito en colaboración con su hija Silvia: Historia de los predios en donde hoy se ubica la Biblioteca Nacional y La Casa de Braganza y su intervención en el Río de la Plata.

## Actividad política y gremial
Se vinculó con Juan Perón a mediados de la década de 1940 cuando éste era titular de la Secretaría de Trabajo y Previsión y colaboró en la redacción de normas de trabajo. Hizo amistad con María Eva Duarte de Perón, de quien también fue consejera en temas específicos como la niñez y la mujer desprotegida.
Al ser derrocado Perón en 1955 fue privada de sus cargos docentes y, junto con su esposo, Guido Longoni, se convirtió en uno de los enlaces de la correspondencia reservada que enviaba Perón desde el exilio. En 1973 fue reintegrada a sus cátedras.
En diciembre de 1983 integró la Comisión de Enlace peronista y en 1984 formó parte del Comando Superior del Movimiento Peronista. Colaboró en las campañas presidenciales de Ítalo Luder en 1983 y de Eduardo Duhalde en 1999. Fue miembro del Club del 45 desde su fundación, y también de la agrupación Oestherheld. En 1988 fue fundadora y secretaria de la Asociación de Escritores Argentinos (ADEA).